# Toro Rosso STR8
Der Toro Rosso STR8 ist der achte Formel-1-Rennwagen der Scuderia Toro Rosso. Er wird in der Formel-1-Saison 2013 eingesetzt, Motorenlieferant ist Ferrari. Am 4. Februar 2013 wurde er auf dem Circuito de Jerez der Öffentlichkeit vorgestellt.

## Technik und Entwicklung
Der STR8 ist das Nachfolgemodell des STR7. Der Wagen versteckt den „Nasenhöcker“ durch die neu eingeführte Eitelkeitsblende. Angetrieben wird der von James Key entwickelte Wagen von einem Ferrari-V8-Motor mit 2,4 Liter Hubraum, der eine Leistung von rund 550 kW (≈750 PS) entwickelt. Die Reifen stellt der Einheitslieferant Pirelli zur Verfügung.
Wie alle Formel-1-Fahrzeuge der Saison 2013 ist der STR8 mit KERS und DRS ausgerüstet.
Der Wagen ist eine Weiterentwicklung des Vorjahresmodell. Der Heckbereich ist deutlich schlanker gestaltet worden, auch die Seitenkästen haben nun ein dynamisches Profil erhalten. Die Arbeitsweise der Radaufhängung wurde komplett verändert, damit soll das Setup des STR8 besser eingestellt werden können.

## Lackierung und Sponsoring
Der Toro Rosso STR8 ist in dunkelblauer Grundfarbe lackiert. Bedingt durch die Sponsorenlogos von Cepsa und Red Bull besitzt der Wagen rote Farbakzente. Cepsa wirbt auf dem Heckflügel, Red Bull auf der Motorenabdeckung und den Seitenkästen. Weitere Großsponsoren sind NOVA Chemicals und Falcon.

## Fahrer
Toro Rosso setzt auch 2013 auf das Fahrerduo Jean-Éric Vergne und Daniel Ricciardo.

## Ergebnisse
| Fahrer               | Nr.                  | 1   | 2   | 3  | 4   | 5   | 6   | 7  | 8   | 9   | 10 | 11 | 12  | 13  | 14  | 15 | 16 | 17 | 18 | 19 | Punkte | Rang |
| -------------------- | -------------------- | --- | --- | -- | --- | --- | --- | -- | --- | --- | -- | -- | --- | --- | --- | -- | -- | -- | -- | -- | ------ | ---- |
| Formel-1-Saison 2013 | Formel-1-Saison 2013 |     |     |    |     |     |     |    |     |     |    |    |     |     |     |    |    |    |    |    | 33     | 8.   |
| J. Vergne            | 18                   | 12  | 10  | 12 | DNF | DNF | 8   | 6  | DNF | DNF | 12 | 12 | DNF | 14  | 18* | 12 | 13 | 17 | 16 | 15 | 33     | 8.   |
| D. Ricciardo         | 19                   | DNF | 18* | 7  | 16  | 10  | DNF | 15 | 8   | 12  | 13 | 10 | 7   | DNF | 19* | 13 | 10 | 16 | 11 | 10 | 33     | 8.   |

| Legende  | Legende            | Legende                                                          |
| Farbe    | Abkürzung          | Bedeutung                                                        |
| -------- | ------------------ | ---------------------------------------------------------------- |
| Gold     | –                  | Sieg                                                             |
| Silber   | –                  | 2. Platz                                                         |
| Bronze   | –                  | 3. Platz                                                         |
| Grün     | –                  | Platzierung in den Punkten                                       |
| Blau     | –                  | Klassifiziert außerhalb der Punkteränge                          |
| Violett  | DNF                | Rennen nicht beendet (did not finish)                            |
| Violett  | NC                 | nicht klassifiziert (not classified)                             |
| Rot      | DNQ                | nicht qualifiziert (did not qualify)                             |
| Rot      | DNPQ               | in Vorqualifikation gescheitert (did not pre-qualify)            |
| Schwarz  | DSQ                | disqualifiziert (disqualified)                                   |
| Weiß     | DNS                | nicht am Start (did not start)                                   |
| Weiß     | WD                 | zurückgezogen (withdrawn)                                        |
| Hellblau | PO                 | nur am Training teilgenommen (practiced only)                    |
| Hellblau | TD                 | Freitags-Testfahrer (test driver)                                |
| ohne     | DNP                | nicht am Training teilgenommen (did not practice)                |
| ohne     | INJ                | verletzt oder krank (injured)                                    |
| ohne     | EX                 | ausgeschlossen (excluded)                                        |
| ohne     | DNA                | nicht erschienen (did not arrive)                                |
| ohne     | C                  | Rennen abgesagt (cancelled)                                      |
| ohne     | keine WM-Teilnahme |                                                                  |
| sonstige | P/fett             | Pole-Position                                                    |
| sonstige | 1/2/3/4/5/6/7/8    | Punktplatzierung im Sprint-/Qualifikationsrennen                 |
| sonstige | SR/kursiv          | Schnellste Rennrunde                                             |
| sonstige | *                  | nicht im Ziel, aufgrund der zurückgelegten Distanz aber gewertet |
| sonstige | ()                 | Streichresultate                                                 |
| sonstige | unterstrichen      | Führender in der Gesamtwertung                                   |